# Championnats du monde de karaté juniors et cadets 2011
Les championnats du monde de karaté juniors et cadets 2011 ont lieu du 13 au 16 octobre 2011 à Malacca, en Malaisie. Il s'agit de la septième édition des championnats du monde de karaté juniors et cadets et de la première ayant lieu en Malaisie.

## Résultats

### Cadets

#### Kata
| Rang | Pays       | Karatéka                 |
| ---- | ---------- | ------------------------ |
| 1    | Japon      | Taiki Kozaki             |
| 2    | États-Unis | Kiel Hicks               |
| 3    | Colombie   | Luis Felipe Aguilar      |
| 3    | Belgique   | Pierre-Antoine Trésegnie |

| Rang | Pays       | Karatéka           |
| ---- | ---------- | ------------------ |
| 1    | Japon      | Natsuki Shimizu    |
| 2    | Italie     | Terryana D'Onofrio |
| 3    | Allemagne  | Sophia Graf        |
| 3    | États-Unis | Jasmine Nguyen     |

#### Kumite

##### Kumitemasculin
| Rang | Pays    | Karatéka                 |
| ---- | ------- | ------------------------ |
| 1    | Égypte  | Ahmed Farouk             |
| 2    | Turquie | Tolga Macar              |
| 3    | Iran    | Arash Alinezhadkafshgari |
| 3    | France  | Steven Da Costa          |

| Rang | Pays       | Karatéka               |
| ---- | ---------- | ---------------------- |
| 1    | Mexique    | Oliver Flores          |
| 2    | Égypte     | Karime Abou Etta       |
| 3    | Kazakhstan | Didar Amirali          |
| 3    | Iran       | Farzam Shafiei Chapaki |

| Rang | Pays    | Karatéka       |
| ---- | ------- | -------------- |
| 1    | Algérie | Amar Guerni    |
| 2    | Ukraine | Andriy Guzenko |
| 3    | Croatie | Ivan Martinac  |
| 3    | Iran    | Ali Najafi     |

| Rang | Pays       | Karatéka          |
| ---- | ---------- | ----------------- |
| 1    | Égypte     | Mohamed El Kotby  |
| 2    | Algérie    | Rafik Benchikh    |
| 3    | Tunisie    | Mohamed Ali Najar |
| 3    | États-Unis | Kamran Madani     |

| Rang | Pays    | Karatéka        |
| ---- | ------- | --------------- |
| 1    | Iran    | Masood Parviz   |
| 2    | Turquie | Burak Turan     |
| 3    | Brésil  | Alberto Azevedo |
| 3    | Russie  | Araz Mamedov    |

##### Kumiteféminin
| Rang | Pays      | Karatéka             |
| ---- | --------- | -------------------- |
| 1    | Turquie   | Umay Tokcan          |
| 2    | Écosse    | Kimberley Johnston   |
| 3    | Slovaquie | Alexandra Chovancova |
| 3    | Japon     | Miho Miyahara        |

| Rang | Pays               | Karatéka           |
| ---- | ------------------ | ------------------ |
| 1    | Bosnie-Herzégovine | Tina Marić         |
| 2    | Slovaquie          | Viktória Pillárová |
| 3    | France             | Shana Amengle      |
| 3    | Croatie            | Anđela Stjepandić  |

| Rang | Pays               | Karatéka          |
| ---- | ------------------ | ----------------- |
| 1    | Angleterre         | Charlotte Wastell |
| 2    | Bosnie-Herzégovine | Ivona Ćavar       |
| 3    | France             | Nancy Garcia      |
| 3    | Allemagne          | Ruth Malsch       |

### Juniors

#### Kata
| Rang | Pays    | Karatéka            |
| ---- | ------- | ------------------- |
| 1    | Japon   | Toshifumi Nakashima |
| 2    | Turquie | Ali Sofuoglu        |
| 3    | Russie  | Maksim Ksenofontov  |
| 3    | Iran    | Abolfazl Shahrjerdi |

| Rang | Pays      | Karatéka          |
| ---- | --------- | ----------------- |
| 1    | Japon     | Kiyou Shimizu     |
| 2    | Vietnam   | Ha Mi Do          |
| 3    | Slovaquie | Dorota Balciarova |
| 3    | Espagne   | Sonia Garcia      |

#### Kumite

##### Kumitemasculin
| Rang | Pays    | Karatéka        |
| ---- | ------- | --------------- |
| 1    | Égypte  | Ahmed Abidou    |
| 2    | Turquie | Emre Cevahir    |
| 3    | France  | Jimmy Cabantous |
| 3    | Tunisie | Mohamed Mhenni  |

| Rang | Pays     | Karatéka                |
| ---- | -------- | ----------------------- |
| 1    | Hongrie  | Szegedi Döme            |
| 2    | Lettonie | Nikolajs Bodrovs        |
| 3    | Italie   | Luca Maresca            |
| 3    | Iran     | Shahin Naghipour Jafari |

| Rang | Pays     | Karatéka              |
| ---- | -------- | --------------------- |
| 1    | Égypte   | Abdalla Ahmed Ibrahem |
| 2    | Iran     | Sajad Hayati Laleh    |
| 3    | Pays-Bas | Nick Gerrese          |
| 3    | Espagne  | Rodrigo Ibáñez        |

| Rang | Pays       | Karatéka        |
| ---- | ---------- | --------------- |
| 1    | Angleterre | Thomas Hickman  |
| 2    | Égypte     | Mohamed Radwan  |
| 3    | Russie     | Anton Emelianov |
| 3    | Italie     | William Wierdis |

| Rang | Pays   | Karatéka            |
| ---- | ------ | ------------------- |
| 1    | Égypte | Omar Elwahiby       |
| 2    | Italie | Claudio Carrubba    |
| 3    | France | Jordan Durieu       |
| 3    | Serbie | Aleksandar Sestakov |

##### Kumiteféminin
| Rang | Pays       | Karatéka                  |
| ---- | ---------- | ------------------------- |
| 1    | Turquie    | Neslihan Çalışkan         |
| 2    | Égypte     | Areeg Rashed Said Youssef |
| 3    | Pérou      | Alessandra Vindrola       |
| 3    | Luxembourg | Jenny Warling             |

| Rang | Pays    | Karatéka            |
| ---- | ------- | ------------------- |
| 1    | Égypte  | Yassmin Attia       |
| 2    | Japon   | Sara Yamada         |
| 3    | France  | Marjorie Piacentino |
| 3    | Turquie | Büşra Tosun         |

| Rang | Pays       | Karatéka             |
| ---- | ---------- | -------------------- |
| 1    | Égypte     | Giana Mohamed Farouk |
| 2    | France     | Alizée Agier         |
| 3    | États-Unis | Haya Jumaa           |
| 3    | Japon      | Shiho Tokai          |

| Rang | Pays      | Karatéka           |
| ---- | --------- | ------------------ |
| 1    | France    | Agathe Duval       |
| 2    | Italie    | Chiara Zuanon      |
| 3    | Slovaquie | Zuzana Schwartzová |
| 3    | Pays-Bas  | Laury Vogelzang    |

### Épreuves par équipes

#### Kata
| Rang | Pays   |
| ---- | ------ |
| 1    | Égypte |
| 2    | Italie |
| 3    | France |
| 3    | Koweït |

| Rang | Pays       |
| ---- | ---------- |
| 1    | France     |
| 2    | États-Unis |
| 3    | Espagne    |
| 3    | Égypte     |

### Coupe du monde des moins de 21 ans

#### Kata
| Rang | Pays     | Karatéka              |
| ---- | -------- | --------------------- |
| 1    | Turquie  | Mehmet Yakan          |
| 2    | Japon    | Naoyuki Yoshida       |
| 3    | Iran     | Mehran Ghorbanalipour |
| 3    | Malaisie | Chee Wei Lim          |

| Rang | Pays       | Karatéka           |
| ---- | ---------- | ------------------ |
| 1    | Japon      | Chisa Tsuruyama    |
| 2    | Vietnam    | Thi Thu Ha Do      |
| 3    | Slovaquie  | Katarína Liptáková |
| 3    | Angleterre | Emma Lucraft       |

#### Kumite

##### Kumitemasculin
| Rang | Pays   | Karatéka               |
| ---- | ------ | ---------------------- |
| 1    | Iran   | Bahman Asgari Ghoncheh |
| 2    | Italie | Cristiano Altamura     |
| 3    | Grèce  | Nikolaos Kosmas        |
| 3    | Égypte | Magdy Mamdouh Mohamed  |

| Rang | Pays        | Karatéka                 |
| ---- | ----------- | ------------------------ |
| 1    | Azerbaïdjan | Aykhan Mamayev           |
| 2    | France      | Anthony Giraudeau        |
| 3    | Égypte      | Ahmed Gamaleldin Solyman |
| 3    | Italie      | Marco Vitagliano         |

| Rang | Pays       | Karatéka           |
| ---- | ---------- | ------------------ |
| 1    | Monténégro | Danilo Lučić       |
| 2    | Turquie    | Rıdvan Kaptan      |
| 3    | Russie     | Alexander Areshkin |
| 3    | Algérie    | Missipsa Hamadini  |

##### Kumiteféminin
| Rang | Pays      | Karatéka       |
| ---- | --------- | -------------- |
| 1    | Turquie   | Tuba Yenen     |
| 2    | Allemagne | Duygu Bugur    |
| 3    | Japon     | Mari Hirose    |
| 3    | Croatie   | Matea Ratković |

| Rang | Pays     | Karatéka        |
| ---- | -------- | --------------- |
| 1    | Turquie  | Tuğba Tek       |
| 2    | Japon    | Mamiko Gomyo    |
| 3    | Autriche | Alisa Buchinger |
| 3    | Italie   | Nicole Forcella |

| Rang | Pays    | Karatéka            |
| ---- | ------- | ------------------- |
| 1    | Turquie | Meltem Hocaoğlu     |
| 2    | France  | Marie Prouille      |
| 3    | Hongrie | Szandra Metzger     |
| 3    | Égypte  | Fatma Alzahraa Reda |